# Catapotia laevissima
Catapotia laevissima är en skalbaggsart som beskrevs av Thomson 1860. Catapotia laevissima ingår i släktet Catapotia och familjen svampbaggar. Inga underarter finns listade i Catalogue of Life.